# Величани (община Требине)
Величани (на сръбски: Величани) е село в Босна и Херцеговина, разположено в община Требине, в ентитета на Република Сръбска. Населението му според преброяването през 2013 г. е 40 души, от тях: 38 (95,00 %) сърби, 1 (2,50 %) хърватин и 1 (2,50 %) не се е самоопределил.

## Население
Численост на населението според преброяванията през годините:
- 1961 – 349 души
- 1971 – 256 души
- 1981 – 172 души
- 1991 – 118 души
- 2013 – 40 души